# Европейска система на централните банки
Европейската система на централните банки (ЕСЦБ) (на английски: European System of Central Banks) е наднационален орган за финансово регулиране на Европейския съюз и включва Европейската централна банка (ЕЦБ) и националните централни банки на всички страни от ЕС. Тя е с по-широк състав от Евросистемата, която включва ЕЦБ и националните централни банки само на страните от Еврозоната (т.е. които са приели еврото за своя валута).
ЕСЦБ и Евросистемата ще съществуват паралелно, докато има страни членки на Европейския съюз, които не са приели еврото за своя валута.

## Функции
Тъй като не всички държави членки на ЕС са приели единна парична единица, ЕСЦБ не може да изпълнява функциите на парична институция. Затова тази функция се изпълнява от Евросистемата, включваща само националните централни банки на страните от Еврозоната, която изпълнява тази задача, която по принцип би следвало да бъде осъществявана от ЕСЦБ. Основна роля в нея играе Европейската централна банка, която в съответствие със своя Устав и с Договора за създаване на Европейската общност има за основна да поддържа ценовата стабилност (казано по друг начин – да контролира инфлацията). Най-общо, ЕСЦБ поддържа основните икономически политики на Европейския съюз с цел да допринесе за постигането на неговите цели.

## Организация
Процесът на вземане на решения в Евросистемата е централизиран посредством органите за вземане на решения на ЕЦБ – Управителния съвет (на английски: Governing Council) и Изпълнителния съвет (на английски: Executive Board). Докато има страни членки на ЕС, които не са приели еврото, ще съществува паралелно трети орган за вземане на решения, Генерален съвет (на английски: General Council). Националните централни банки на страните членки извън Еврозоната са членове със специален статут в ЕСЦБ, тъй като им е позволено да провеждат собствена (национална) парична политика, но те нямат право да участват при вземането и прилагането на решения, отнасящи се до общата парична политика на Еврозоната.

### Генерален съвет
Генералният съвет се състои от председател, заместник-председател и управителите на НЦБ на всички 28 страни членки. Генералният съвет изпълнява задачите, поети от Европейския паричен институт, които ЕЦБ трябва да осъществи в третия етап на Икономическия и паричен съюз, тъй като все още не всички държави членки на ЕС са приели еврото. Освен това допринася за:
- консултативната дейност на ЕЦБ;
- събирането на статистическа информация;
- изготвянето на годишните доклади на ЕЦБ;
- установяването на нови правила за стандартизиране на счетоводството и отчетността на операциите, извършвани от националните централни банки (НЦБ);
- приемането на мерки, свързани с алгоритъма за записване на капитала на ЕЦБ, които са различни от мерките, посочени в Договора;
- определяне на условията за работа на персонала на ЕЦБ; както и
- необходимата подготовка за необратимо фиксиране на обменните курсове на валутите на държавите членки с дерогация спрямо еврото.

### Управителен съвет
Управителният съвет се състои от всички членове на Изпълнителния съвет (6 души) и управителите на националните централни банки от Евросистемата. Основните задачи на Управителния съвет са:
- приемане на насоките и вземане на необходимите решения, за да се осигури изпълнението на задачите, възложени на Евросистемата;
- определяне на паричната политика на Еврозоната. Това включва решения, свързани с целите на паричната политика, основните лихвени проценти, запаса от резерви в Евросистемата и установяването на насоки за изпълнение на тези решения.

### Изпълнителен съвет
Изпълнителният съвет се състои от председател, заместник-председател и 4 други членове, избрани измежду утвърдени специалисти с професионален опит в областта на паричната политика и банковите въпроси. Те се избират по общо съгласие на правителствата на страните членки, на ниво държавни глави или правителствени ръководители, по препоръка на Съвета на Европейския съюз, съгласувано с Европейския парламент и Управителния съвет на ЕЦБ. Основните задачи на Изпълнителния съвет са:
- осъществяване на паричната политика на Еврозоната в съответствие с установените насоки и взетите от Управителния съвет решения. В тази рамка Изпълнителният съвет на ЕЦБ дава необходимите указания на националните централни банки (НЦБ) от Еврозоната;
- упражняване на определени правомощия, дадени му от Управителния съвет на ЕЦБ, включително от регулаторен характер
- подготвяне на заседанията на Управителния съвет на ЕЦБ и ръководене на текущите дейности на ЕЦБ;

## Членове на ЕСЦБ

### В еврозоната
- Европейска централна банка
  - Австрийска национална банка
  - Национална банка на Белгия
  - Централна банка на Германия
  - Централна банка на Гърция
  - Централна банка на Естония
  - Централна банка на Ирландия
  - Централна банка на Испания
  - Централна банка на Италия
  - Централна банка на Кипър
  - Централна банка на Латвия
  - Централна банка на Люксембург
  - Централна банка на Малта
  - Централна банка на Нидерландия
  - Централна банка на Португалия
  - Централна банка на Словакия
  - Централна банка на Словения
  - Централна банка на Финландия
  - Централна банка на Франция

### Извън еврозоната
- Българска народна банка
- Чешка народна банка
- Централна банка на Дания
- Централна банка на Унгария
- Централна банка на Литва
- Централна банка на Полша
- Централна банка на Румъния
- Централна банка на Швеция
- Централна банка на Англия
- Централна банка на Хърватия